# Rachel Brosnahan

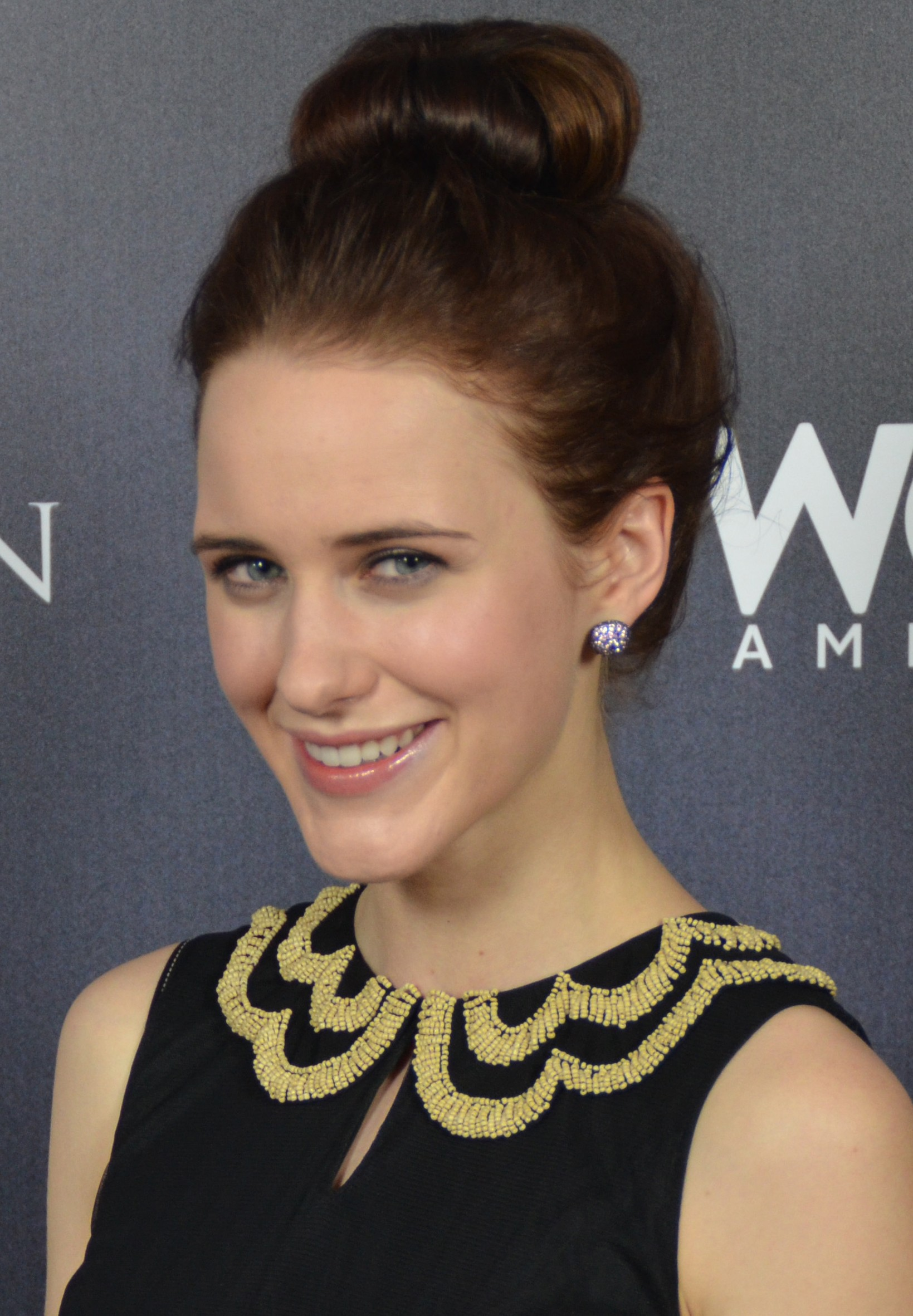
Rachel Brosnahan (2014)

Rachel Brosnahan (* 12. Juli 1990 in Milwaukee, Wisconsin) ist eine US-amerikanische Fernseh- und Filmschauspielerin.

## Leben
Rachel Brosnahan wurde in Milwaukee, Wisconsin geboren, wuchs aber seit ihrem vierten Lebensjahr in Highland Park, Illinois auf, wo sie 2008 die High School beendete und 2012 einen Abschluss an der Tisch School of the Arts machte. Brosnahan ist die Nichte der Handtaschen-Designerin Kate Spade. Ihre erste Fernsehrolle hatte sie 2009 in dem Horrorfilm The Unborn. Während sie auf dem College war, folgten Episodenrollen in Fernsehserien wie Gossip Girl, Good Wife, Grey’s Anatomy und In Treatment – Der Therapeut. In dem Stück The Big Knife gab sie 2013 ihr Debüt am Broadway.
Ihre in Deutschland bekanntesten Rollen sind die der Rachel Posner in House of Cards, die sie zwischen 2013 und 2015 spielte und die ihr ihre erste Emmy-Nominierung einbrachte, sowie die der Jolene Parker/Lucy Brooks 2014 in The Blacklist. Eine weitere wiederkehrende Rolle hatte sie 2014 in Black Box und von 2014 bis 2015 hatte sie eine Hauptrolle in Manhattan inne. 2016 war sie in Boston, einem Film über den Anschlag auf den Boston-Marathon, zu sehen. In der Prime-Video-Miniserie Crisis in Six Scenes von Woody Allen war Brosnahan in vier Folgen neben Miley Cyrus und Elaine May zu sehen.
Von 2017 bis 2023 verkörperte sie die Titelrolle in der Prime-Video-Serie The Marvelous Mrs. Maisel von Amy Sherman-Palladino. Für die Darstellung der Midge Maisel, einer jüdischen Hausfrau aus den 1950er Jahren, die eine Karriere in der Stand-up-Comedy verfolgt, wurde sie mehrfach ausgezeichnet, darunter zweimal mit dem Golden Globe, einem Emmy Award und zwei Screen Actors Guild Awards. Im Dezember 2020 wurde bei Prime Video das Filmdrama I’m Your Woman veröffentlicht.
Ende Juni 2023 wurde bekannt, dass Brosnahan die weibliche Hauptrolle der Lois Lane in James Gunns Comicverfilmung Superman: Legacy (2025) an der Seite von David Corenswet übernehmen soll. Beim Casting soll sie sich gegen die Mitkonkurrenteninnen Emma Mackey, Phoebe Dynevor und Samara Weaving durchgesetzt haben. Der Film erschien dann im Juli 2025 mit dem Titel Superman.
Brosnahan ist mit dem Schauspieler Jason Ralph verheiratet.

## Filmografie (Auswahl)

### Filme
- 2009: The Unborn
- 2009: The Truth About Average Guys
- 2011: Coming Up Roses
- 2012: Nor’easter
- 2013: Beautiful Creatures – Eine unsterbliche Liebe (Beautiful Creatures)
- 2013: A New York Heartbeat
- 2014: I’m Obsessed with You (But You’ve Got to Leave Me Alone)
- 2014: The Smut Locker (Kurzfilm)
- 2015: Louder Than Bombs
- 2015: James White
- 2016: The Finest Hours
- 2016: Burn Country – Fremd im eigenen Land (Burn Country)
- 2016: Boston (Patriots Day)
- 2017: Boomtown
- 2018: Change in the Air
- 2019: Spione Undercover – Eine wilde Verwandlung (Spies in Disguise, Stimme)
- 2020: Der Spion (The Courier)
- 2020: I’m Your Woman
- 2022: Dead for a Dollar
- 2025: The Amateur
- 2025: Superman

### Serien
- 2010: Mercy (Folge 1x11)
- 2010: Gossip Girl (Folge 3x20)
- 2010: Good Wife (The Good Wife, Folge 2x06)
- 2010: In Treatment – Der Therapeut (In Treatment, Folge 3x23)
- 2011: CSI: Miami (Folge 10x01)
- 2013: Grey’s Anatomy (Folge 9x14)
- 2013: Orange Is the New Black (Folge 1x10)
- 2013–2015: House of Cards (19 Folgen)
- 2014: Olive Kitteridge (Folge 1x02)
- 2014: The Blacklist (6 Folgen)
- 2014: Black Box (5 Folgen)
- 2014–2015: Manhattan (23 Folgen)
- 2015: The Dovekeepers (Miniserie, 2 Folgen)
- 2016: Crisis in Six Scenes (Miniserie, 4 Folgen)
- 2017–2023: The Marvelous Mrs. Maisel (43 Folgen)
- 2019: Saturday Night Live (Folge 44x10, Gastgeberin)
- 2019–2020: Elena von Avalor (Elena of Avalor, 2 Folgen, Stimme)
- 2020: 50 States of Fright (3 Folgen)
- 2020: Saturday Night Seder (Fernsehspecial)

## Bühne
- 2009: Up (Steppenwolf Theatre Company)
- 2013: The Big Knife (Roundabout Theatre Company)
- 2016: Othello (New York Theatre Workshop)

## Auszeichnungen und Nominierungen
Emmy
- 2015: Nominierung als beste Gastdarstellerin in einer Dramaserie für House of Cards
- 2018: Beste Hauptdarstellerin in einer Comedyserie für The Marvelous Mrs. Maisel
- 2019: Nominierung als beste Hauptdarstellerin in einer Comedyserie für The Marvelous Mrs. Maisel

Golden Globe Award
- 2018: Beste Serien-Hauptdarstellerin – Komödie oder Musical für The Marvelous Mrs. Maisel
- 2019: Beste Serien-Hauptdarstellerin – Komödie oder Musical für The Marvelous Mrs. Maisel

Screen Actors Guild Award
- 2014: Nominierung als bestes Schauspielensemble in einer Dramaserie für House of Cards
- 2019: Bestes Schauspielensemble in einer Comedyserie für The Marvelous Mrs. Maisel
- 2019: Beste Darstellerin in einer Comedyserie für The Marvelous Mrs. Maisel

Critics’ Choice Television Award
- 2018: Beste Hauptdarstellerin in einer Comedyserie für The Marvelous Mrs. Maisel
- 2019: Beste Hauptdarstellerin in einer Comedyserie für The Marvelous Mrs. Maisel